# Pibe
Pibe – oficjalna maskotka Copa América 2021 w Brazylii. Jest to 14. maskotka w historii Copa América. Imię maskotki zostało wybrane w ankiecie przeprowadzonej w dniach 1–3 grudnia 2019 roku. Pibe uzyskało najwięcej głosów, wygrywając z m.in.: Pipe (hipokorystyczne dla męskiego imienia Felipe).
Imię oznacza ważne koncepcje dla dwóch poprzednich państw-gospodarzy turnieju:
- Kolumbia (nie zorganizowała turnieju w wyniku strajku narodowego w 2021 roku) – Pibe to pseudonim słynnego kolumbijskiego piłkarza Carlosa Valderramy, który zdobył ten pseudonim w dzieciństwie[3].
- Argentyna (nie zorganizowała turnieju w wyniku narastającego problemu związanego z pandemią COVID-19) – lokalny sposób kontaktu z dziećmi[4][5].

To wesoły piesek z białą plamką na prawym oku z długim językiem, dużymi uszami oraz delikatnym spojrzeniem. Jest ubrany w białą koszulkę z logo turnieju z lewym czerwonym rękawem oraz prawym niebieskim rękawem, a także w żółtych spodniach oraz w biało–zielonych butach. Według projektanktów ma najlepsze cechy każdej rasy psów z Ameryki Południowej.